# Synagoge (Kippenheim)

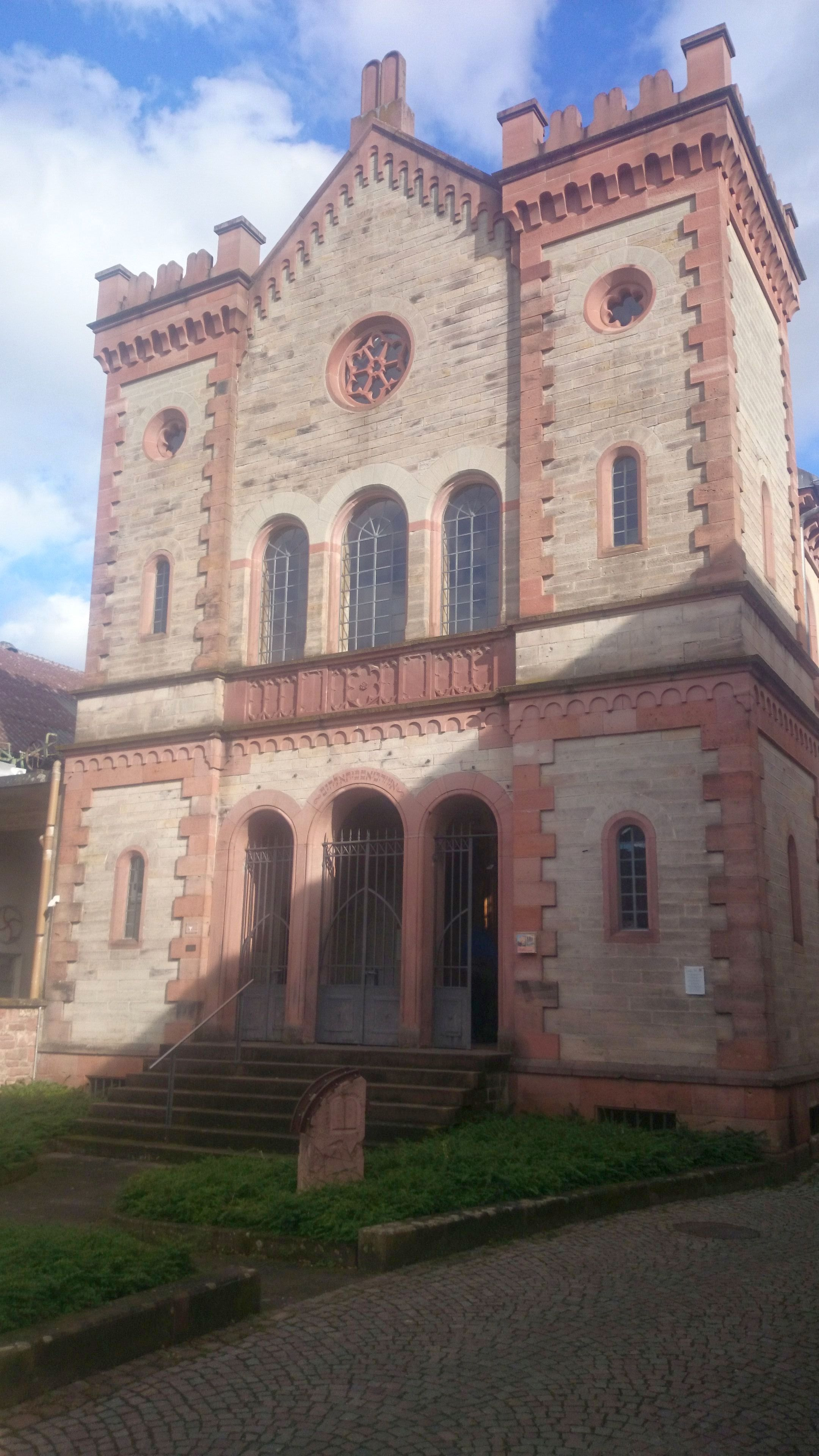
Frontseite der ehemaligen Synagoge in Kippenheim

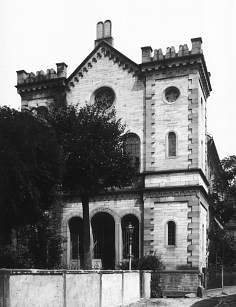
Synagoge in Kippenheim, um 1895

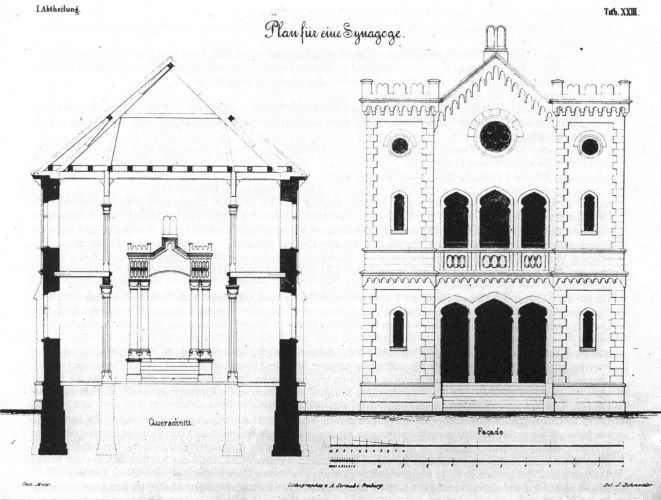
Plan der Synagoge in Kippenheim, die Hufeisenbogenfenster wurden als Rundbogenfenster ausgeführt

Die Synagoge in Kippenheim, einer Gemeinde im Ortenaukreis in Baden-Württemberg, wurde 1850/51 errichtet und während der Novemberpogrome 1938 im Inneren verwüstet. Die Synagoge befindet sich in der Poststraße und ist seit 1981 als Kulturdenkmal geschützt.

## Geschichte
Da die bisherige Synagoge für die inzwischen 35 jüdischen Familien am Ort zu klein geworden war, wurde 1842 zum Zweck eines Neubaus eine Synagogenbaukasse eingerichtet. Die jüdische Gemeinde Kippenheim errichtete dann 1850/52 nach Plänen des Architekten Georg Jakob Schneider eine Synagoge im neoromanischen Stil. Ihr repräsentatives Äußeres zeugt vom Selbstbewusstsein der jüdischen Gemeinde.

## Architektur
Franz-Josef Ziwes schreibt (s. Literatur, S. 48): Die Maße des Gebäudes sind 18,41 Meter in der Länge, 10,63 Meter in der Breite und 12,32 Meter in der Höhe. Prägend für den Gesamteindruck ist die im Rundbogenstil gehaltene Doppelturmfassade mit Dreiecksgiebel und zinnenbekrönten Turmstümpfen. Schneider griff damit auf das Vorbild der 1839 vollendeten Kasseler Synagoge von Albert Rosengarten zurück. Ein in der Mitte leicht erhöhter Dreifachbogen mit hebräischer Inschrift (‚Dies ist nichts anderes als ein Haus Gottes’) bildet das Eingangsportal, hinter dem sich eine kleine Vorhalle befindet. Zwischen dem Eingangs- und Emporengeschoss verläuft ein doppeltes, im Brüstungsbereich ornamentiertes Gurtgesims. Die Proportionen des Portals werden in den drei darüber liegenden Rundbogenfenstern wiederholt. Eine Maßwerkrose betont den oberen Fassadenteil, dessen Giebeldreieck mit den hebräisch beschrifteten Gebotstafeln über einem steigenden Bogenfries abgeschlossen wird. Die Türme nehmen die Wendeltreppen zu den Frauenemporen auf und wiesen in jedem Geschoss ein schmales Rundbogenfenster sowie oben einen Sechspass auf. Ihr von einem kräftig ausgeprägten Rundbogenfries getragener Zinnenkranz erscheint als eine Verbindung von Rundbogen- und Kerbzinnen und erinnert so an die Gebotstafeln. Die Fassade ist aus weißem, die Schmuckelemente sind aus rotem Sandstein gearbeitet.

## Zeit des Nationalsozialismus
Im Verlauf der Novemberpogrome 1938 wurde das Gebäude von Angehörigen der Lahrer HJ-Gebietsführerschule geschändet. Gerade anwesende, Gottesdienst feiernde Gemeindemitglieder wurden verhöhnt und misshandelt. Sie wurden zum Rathaus getrieben und zusammen mit Männern aus dem nahen Altdorf einem Gestapo-Kommando übergeben, das sie ins KZ Dachau verbrachte. Ein Brandsatz wurde gelöscht, weil Nachbarn um ihren Schuppen fürchteten; eine spätere Sprengung unterblieb, weil man anliegende Gebäude nicht in Mitleidenschaft ziehen wollte.

## Heutige Nutzung
Nach 1956 nutzte die Raiffeisen-Genossenschaft das Gebäude als Werkstatt und Warenlager. Es wurden unter anderem die beiden Türme und der Giebel mit seiner Rosette abgetragen. 1983 erwarb die Gemeinde Kippenheim das Gebäude und führte in den folgenden Jahren eine umfangreiche Außenrenovierung durch. Dabei wurde die Fassade wieder in ihren ursprünglichen Zustand zurückversetzt.
Im Jahr 1996 entwickelte der neugegründete Förderverein Ehemalige Synagoge Kippenheim e. V. in Zusammenarbeit mit der Gemeinde Kippenheim und dem Landesdenkmalamt ein Renovierungskonzept für das Gebäudeinnere, das 2002/03 umgesetzt wurde.
In den Jahren 2014 und 2015 fanden jeweils an Jom Kippur erstmals wieder Gottesdienste in der Synagoge statt, die von der jüdischen Gemeinde Gescher Freiburg gemeinsam mit Kantorin Dr Annette M. Boeckler organisiert wurden.

## Gedenken
Im Jahr 1998 wurde im Vorraum der Synagoge eine Gedenktafel für die Opfer des Holocaust aus Kippenheim angebracht. Die Synagoge dient nun als Gedenk-, Lern- und Begegnungsstätte.